# Szjevjerodonecki csata
A szjevjerodonecki csata egy csata, amely 2022. március 2-án kezdődött a kelet-ukrajnai offenzíva részeként, a 2022-es Ukrajna elleni orosz invázió  alatt. Szjevjerodoneck jelenleg a Luhanszki terület adminisztrációs központja.

## A csata
Február 28-án, 15:00 körül orosz erők elkezdtek rakétatámadásokat indítani Szjevjerodoneck felé. Szergij Hajdaj, a Luhanszki terület kormányzója szerint egy ember meghalt és többen is megsérültek a támadásban. Gázvezetékekben is kárt okozott az orosz hadsereg.
Március 2-án az összes Szjevjerodoneck közelében található faluban ütközetek voltak. Az orosz erők folytatták a város bombázását, beleértve egy iskolát, amelyet menedéknek használtak civilek. Nem jelentettek halálos esetet ezen a napon. 15:20-kor ukrán hírek szerint az orosz sereg megpróbált betörni a városba, de visszaverték őket.